# Jochen Hahn
Pour l'allemand pilote d'automobile, voir Jochen Hahn (pilote).
Jochen Hahn (né le 16 janvier 1962 à Berlin) est un entraîneur et directeur sportif allemand de cyclisme sur route.
Hahn fut lui-même coureur cycliste amateur jusqu'en 1994. Après la fin de sa carrière, il créa le U-23-Bundesligateam Techem, qui devint en 2003 le groupe GS3 Team Winfix, qui deviendra lui-même le Wiesenhof-Akud.
Depuis 2008, Hahn a rejoint la formation Milram au poste de directeur sportif. Hahn est notamment réputé pour son excellence dans la découverte de jeunes talents, il a amené dans les rangs professionnels entre autres Linus Gerdemann, Björn Schröder ou Gerald Ciolek.